# Caprella paulina
Caprella paulina är en kräftdjursart som beskrevs av Mayer 1903. Caprella paulina ingår i släktet Caprella och familjen Caprellidae. Inga underarter finns listade i Catalogue of Life.